# ناکیجین، اوکیناوا
ناکیجین، اوکیناوا (به لاتین: Nakijin, Okinawa) یک منطقهٔ مسکونی در ژاپن است که در استان اوکیناوا واقع شده‌است. ناکیجین ۹٬۵۲۹ نفر جمعیت دارد.